# Maison canoniale de Saint-Pierre-le-Puellier
La maison canoniale de Saint-Pierre-le-Puellier est un hôtel particulier situé à Tours dans le Vieux-Tours, au 21 rue de la Paix. Le monument fait l’objet d’une inscription au titre des monuments historiques depuis 1946.